# Shafie Apdal
Mohd. Shafie bin Haji Apdal (en jawi: محمد شافعي بن اڤدل; Semporna, 20 de octubre de 1957) es un político malasio, actual Ministro Principal de Sabah desde el 12 de mayo de 2018, así como el ministro de Finanzas del Estado. Es también diputado estatal por Senallang, y diputado federal por Semporna. Anteriormente fue el ministro federal de Desarrollo Rural y Regional y también uno de los tres ex vicepresidentes de la Organización Nacional de los Malayos Unidos (UMNO), el principal partido de la coalición Barisan Nasional (BN), coalición que gobernaba Malasia hasta 2018. Actualmente es miembro y fundador del Partido del Patrimonio de Sabah (WARISAN), el partido gobernante en Sabah que está aliado a la coalición gobernante de Malasia de Pakatan Harapan (PH).

## Carrera política

### En el Barisan Nasional
Shafie comenzó su carrera política en la Organización Nacional Unida de Sabah (USNO). El partido se disolvió en 1994, y Shafie se unió a la UMNO, que en ese momento apenas comenzaba a ganar presencia en el estado. En 1995 fue elegido para el Parlamento federal como miembro de la UMNO, para la circunscripción de Semporna. Fue nombrado secretario parlamentario antes de convertirse en Viceministro de Vivienda y Gobierno Local en 1999. De 1999 a 2004, fue Viceministro de Defensa.
Después de las elecciones de 2004, fue nombrado ministro de Asuntos Domésticos, Comerciales y del Consumidor en el segundo gobierno de Abdullah Ahmad Badawi y más tarde se le otorgó el Ministerio de Unidad, Cultura, Arte y Patrimonio. El 10 de abril de 2009, fue nombrado ministro de Desarrollo Rural y Regional en el primer gobierno de Najib Razak. Esto coincidió con su elección a uno de los tres cargos de vicepresidencia del partido, encuestando en tercer lugar detrás de Ahmad Zahid Hamidi y Hishammuddin Hussein. Fue reelegido como vicepresidente de la UMNO en 2013, esta vez en segundo lugar, detrás de Ahmad Zahid y por delante de Hishammuddin. Fue el primer sabahano en ocupar una vicepresidencia de la UMNO.

### Oposición
El 28 de julio de 2015, Shafie fue removido en la reorganización del Gabinete por Najib, perdiendo así su cartera de desarrollo rural y regional. Luego de esto, abandonó la UMNO y formó un nuevo partido de oposición con sede en Sabah conocido como Partido del Patrimonio de Sabah (abreviado como WARISAN) que fue aprobado por el Registro de Sociedades (RoS) el 17 de octubre de 2016.

## Vida personal
Nacido el 20 de octubre de 1956, Shafie Apdal es un nativo de Semporna, Sabah y es de ascendencia Bajau-Suluk. Él es el sobrino de Sakaran Dandai, quien fue el sexto ministro principal de Sabah y también su exgobernador estatal. Está casado con Shuryani Shuaib y tiene seis hijos.
Shafie tiene un Diploma en Gestión de Envíos de la London Business College (no debe confundirse con la más prestigiosa London Business School). En 1992, recibió su Licenciatura en Economía (Hons) de North Staffordshire Polytechnic, Inglaterra.